# سیندریت گوری
سیندریت گوری (آلبانیایی: Sindrit Guri؛ زادهٔ ۲۳ اکتبر ۱۹۹۳) بازیکن فوتبال اهل آلبانی است.
از باشگاه‌هایی که در آن بازی کرده‌است می‌توان به باشگاه فوتبال ولازنیا اشکودر اشاره کرد.
وی همچنین در تیم ملی فوتبال آلبانی بازی کرده‌است.